# PEN-2
PEN-2‏ (None) هوَ بروتين يُشَفر بواسطة جين PEN-2 في الإنسان.